# Cordoxylamia cordifera
Cordoxylamia cordifera är en skalbaggsart som först beskrevs av Louis Alexandre Auguste Chevrolat 1856.  Cordoxylamia cordifera ingår i släktet Cordoxylamia och familjen långhorningar.
Artens utbredningsområde är:
- Gabon.
- Nigeria.

Inga underarter finns listade i Catalogue of Life.